# Heinz Hasselberg
Heinz Hasselberg im Jahr 1935

Link zum Bild

Heinz Hasselberg (* 19. Januar 1914 in Bochum; † 30. Mai 1989 ebenda) war ein deutscher Radrennfahrer.

## Radsport-Laufbahn
Heinz Hasselberg ist, wie Walter Lohmann, aus dem Bochumer Radsport-Verein Sturmvogel 1904 hervorgegangen. Im Oktober 1932 wurde er zum ersten Mal in die Nationalmannschaft des Bundes Deutscher Radfahrer berufen. Hasselberg war Sprinter. Er besiegte im Frühjahr 1936 u. a. den Weltmeister Toni Merkens im Sprint und wurde in der Folge für die Olympischen Sommerspiele 1936 in Berlin nominiert. Dort fuhr er in der 4000-Meter-Mannschaftsverfolgung gemeinsam mit Erich Arndt, Heinz Hoffmann und Karl Klöckner, welche die deutsche Mannschaft als Vierte, nach zunächst viel versprechendem neuem olympischen Rekord (4:48,6 min) im Vorlauf, unglücklich beendete. So unterlag die deutsche Mannschaft im Halbfinale dem späteren Gewinner der Goldmedaille Frankreich und schließlich im Rennen um die Bronzemedaille dem Quartett aus Großbritannien.
In den Jahren 1936, 1937 und 1938 wurde Heinz Hasselberg jeweils Deutscher Meister im 1000-Meter-Einzelzeitfahren und im Jahr 1937 zudem im Sprint sowie in den Jahren 1937 und 1938 im Tandem mit seinem Partner Jean Schorn aus Köln. 1939 wurde er dann nochmals Deutscher Meister im Tandem. Insgesamt wurde er siebenmal Deutscher Amateurmeister. 1937 wurde er Dritter der Meisterschaft im Straßenrennen hinter dem Sieger Fritz Scheller.
Nach Beginn des Zweiten Weltkrieges wurde er eingezogen und verbrachte die erste Zeit in Norwegen und später an der Ostfront, wo er schwer verwundet wurde.
Nach dem Krieg setzte er seine Karriere als Profi fort. Hasselberg fuhr ebenfalls Steherrennen, hatte hierbei allerdings im Jahr 1947 einen schweren Sturz, den er nur knapp überlebte und der sein vorzeitiges Karriereende bedeutete.